# 面白いじわるクイズ
面白いじわるクイズ 悪魔の出題者（おもしろいじわるクイズ あくまのしゅつだいしゃ）は、2006年（平成18年）1月6日に日本テレビで放送された特別番組である。

## 概要
兄弟番組「ロンQ!ハイランド」（当番組と出演者およびスタッフや作風が類似）が解答者に対して「プレッシャー」を煽っていた点に対して、当番組では、番組タイトル通り一癖のあるいじわるなクイズで解答者が対決。
コーナーの紹介のときに、簡単なクイズであるかのようにルールを説明し、草野の「ただし！」の後で、意地悪の内容を発表した。

## 出演

### 司会
- 草野仁
- 田村淳（ロンドンブーツ1号2号）

### シミュレーションマン
- 田村亮（ロンドンブーツ1号2号） - 事前にクイズに挑戦して、解答者にお手本や攻略法を示した。

### 解答者
- 石原良純
- 磯野貴理子 - 優勝したが、賞金獲得はできなかった。
- ウエンツ瑛士
- 瀬川瑛子
- 東原亜希など

### ナレーション
- 野沢雅子

## 主なクイズ

### オープニングクイズ
- ごく普通のクイズに答えるが、その後「リバース」「イングリッシュ」「漢字」のいずれかの命令が下される。
- 「リバース」 - 正解を逆さから読む。
- 「イングリッシュ」 - 正解を英語で言う。最も正解率が高かった。
- 「漢字」 - 正解を漢字でモニターに書く。誤字脱字があった場合は不正解となる。

### 3秒クッキング
- 料理をしているVTR（下ごしらえから料理の完成まで）が、尋常ではない速さの早回しによって僅か3秒の長さで流される
- 何の料理を作っているかを早押しで当てる
- もともとは10秒クッキングの予定だったが、草野の提案により3秒になった。10秒バージョンは正解VTRとして使われた。

シミュレーションマンの亮による攻略法
「パニクらない」（問題の速さにパニックになると、その間に問題が終わってしまうため）

### ハイスピード電車男
- 駅のホームの端で掲げられている絵が何かを、電車内のカメラの映像から当てる早押しクイズ
- 1問目は電車は500系のぞみ、2問目は地下鉄、3問目はSL

### 360度カメラ間違い探し
- 360度撮影可能なカメラで写した写真が、上下それぞれでスクロール表示される
  - 写真には、亮やその他吉本興業の芸人が出演
- 上下の写真にある違い（複数在る）を、早押しで答える
- マジカル頭脳パワーの「エラーを探せ」と同じく、難易度によって得点が違っていた。

### 早押しパズル
- クイズの問題文が、1文字ずつの立方体に分かれており、それが徐々に枠にはめられて問題文が完成していくアニメーションを見て、その問題の正解を早押しで答える
  - さらに最後の2問では、一旦はまった2文字が飛び出て、互いに入れ替わるというフェイントもあった

シミュレーションマンの亮による攻略法
「あわてない」

### ロボットジェスチャー
- ロボットのジェスチャーを見て、何のジェスチャーをしているか、そのお題（「餅つきをするレギュラー」等）を早押しで当てる

### 連想パックマン
- スロットで決めたチャレンジャーが挑戦
- コンピュータゲームのパックマンをプレイ、ヒントのボール（パワークッキー、パワーエサ）を1個食べる度に現れるヒントから連想する芸能人の名前を答える。
- また途中で、通常のパックマンで現れるフルーツの代わりに、寿司やステーキが画面上に出現、それを食べたら、大トロの寿司や高級ステーキが食べられる
- 1ミス（モンスターに捕まる）度に炭ガスが噴射、3ミスでゲームオーバー
- またクイズに正解してしまうとゲームが終わるため、寿司などを食べようとしてクイズになかなか答えないチャレンジャーもいた。

### ゴールデンハンマー
- スロットで決めたチャレンジャーが挑戦する
- 問題が読まれた後、ハンマーゴング（遊園地のゲームや『ジャングルTV 〜タモリの法則〜』のジャングルハンマー等で使われたものと同じもの）で2 - 10択から選択肢の数を決めた後、選択肢の中から正解を選ぶ

シミュレーションマンの亮による攻略法
「思い切り叩く」

### 最終クイズ
- 優勝者のみ、「早押しパズル」1問に挑戦
- パズルが完成する前にボタンを押して、正解できれば賞金100万円獲得。パズルが完成した・ボタンを押しても不正解だった場合は賞金は獲得できない。
- 「かとうあいのせいべつは？」という問題に完成しかけた所で、磯野がボタンを押して答えたものの失敗。実はその後、前述のフェイントが発生、正式な問題は「あとうかいのせいべつは？（阿藤快の性別は？）」だったのである。

## スタッフ
- 構成：堀江利幸、小野高義、桜井慎一、石原健次、鈴木おさむ
- クイズ：高草木靖治
- ナレーター：野沢雅子、住友七絵
- TM：福王寺貴之
- SW：村松明
- CAM：山田祐一
- AUD：大島康彦、鈴木佳一
- VE：三山隆浩
- 技術協力：八峯テレビ、ヌーベルバーグ、ジャパンテレビ
- 美術プロデューサー：高野豊
- 美術デザイン：中村桂子
- 装置：峰崎俊輔
- 電飾：稲葉光宣
- 装飾：米山幸市
- 特効：根本清作
- 照明：下平好実
- モニター：大江房夫
- 美術協力：日テレアート
- 編集・MA：Omnibus JAPAN
- EED：宮原明男、宮下圭介
- ノンリニア：池田浩
- MA：番匠康雄
- 音効：森山顕仁、岡田淳一
- TK：井崎綾子、田中彩
- 広報：高澤三保
- リサーチ：高橋明美、田中大督
- デスク：山本恭代
- CG：幻生社 菅野嘉則、成田博志
- ロケ協力：西日本旅客鉄道株式会社、JR西日本ロケーションサービス、京王電鉄株式会社、真岡鐵道株式会社、alife、club asia
- 協力：namco
- AP：熊谷春香、桑名美佐
- AD：川村公人
- ディレクター：小林淳一、小石重蔵、渡辺英夫、早川多祐、野村哲史
- 制作協力：G-yama、ガッツエンターテイメント
- 演出：大熊義紹、長久弦、大澤宏一郎、山谷和隆
- プロデューサー：北條伸樹、安西義裕、上原敏明
- 総合演出・プロデュース：栗原甚
- チーフプロデューサー：菅賢治
- 製作著作：日本テレビ

## タイトルの元ネタ
- 電車男（ハイスピード電車男）
- キユーピー3分クッキング（3秒クッキング）
- 100万円クイズハンター（ゴールデンハンマー）